# La familia de León Roch
La familia de León Roch es una novela de Benito Pérez Galdós escrita en 1878. Clasificada dentro del grupo de sus «novelas de tesis», fue la última publicada de ese ciclo, tras Doña Perfecta (1876), Gloria (1876-77) y Marianela (1878). 
Obra de transición, publicada en tres partes, relata la historia de un fracaso humano, proveniente de la distinta actitud religiosa de dos esposos, el uno ateo y librepensador, la otra, beata hasta el ascetismo, en un contexto social donde no cabe una vida soportada solo en actitudes racionales y científicas sin el peaje necesario a las supersticiones establecidas, es decir, sin disfraz de hipocresía.
Resulta en un fracaso matrimonial provocado por la intolerancia religiosa, que termina por sacrificar a una determinada idea de Dios la unión honesta y el vínculo espiritual que la propia Iglesia juzga indispensable en el matrimonio, y que es aceptada por un marido de mentalidad racional y librepensadora (de posible corte krausista), pero que no renuncia públicamente a su ateísmo. 
Ello lleva al establecimiento de un triángulo amoroso y apasionado entre dos mujeres y un hombre. El escritor, habiendo madurado su estudio de la sociedad, dispara en ella sus últimas salvas de tesis e ideología, dispuesto a contar la realidad en su desnudez material.

## Argumento

### Estructura de la obra
Galdós estructuró y publicó esta novela en tres partes:
- En la primera parte se presentan los personajes, el ambiente y el problema y su evolución hasta la primera crisis.
- En la segunda parte se intensifica el conflicto básico, se produce la ruptura entre León y María a causa de sus discrepancias religiosas y, como consecuencia, aparece un segundo problema: el acercamiento sentimental entre Pepa y León.
- En la tercera parte ambos problemas llegan a su desenlace: celos de María que le llevan a la muerte, pero con victoria ideológica de los planteamientos clericales, e imposibilidad de la nueva vía a la felicidad inicialmente explorada por León y Pepa.

### Escenarios y trama
La novela que se desarrolla en Madrid, en un chalet de la zona de Prosperidad o Guindalera, y en Suertebella, una finca de recreo en la zona de Vista Alegre, en Carabanchel. Hay apariciones fugaces de otros escenarios: Ugoibea, un balneario ficticio en el País Vasco; «Ávila, la ciudad de los santos y de los caballeros»; Valencia, ciudad industrial y del comercio. Estas dos capitales de provincia terminan arrojando a sus personajes hacia Madrid, la gran capital donde Galdós va a situar su próximo y mejor ciclo literario, las novelas españolas contemporáneas.
El argumento pone en juego un triángulo amoroso y apasionado entre dos mujeres y un hombre, en el ambiente de la clase alta madrileña de la segunda mitad del siglo xix. León es un aplicado krausista, inteligente y heredero de una gran fortuna, que llega de Valencia acompañando a los marqueses de Fúcar (plebeyos enriquecidos sin excesivos escrúpulos), cuya hija, Pepa, está en secreto enamorada de él. Pero en Madrid, el intelectual va a caer bajo el embrujo del «temperamento ardiente, imaginativo y sensual» de María Egipcíaca, último eslabón de los arruinados marqueses de Tellería. Arrebatados por la pasión sexual, en María la religión sucumbe ante la fuerza de la naturaleza, y en León la razón se rinde ante los encantos de la de Tellería. 
El triángulo da una vuelta más de tuerca cuando el conflicto religioso entre los esposos lleva a León a alejarse de María Egipcíaca y tropezar de nuevo con la hija de los Fúcar, Pepa (casada y con una hija, y luego aparentemente viuda). María, pese a su entrega a los ideales más espirituales, no puede soportar la pérdida de su marido en pro de una rival y muere de celos. Simultáneamente, el marido de Pepa reaparece, convirtiendo en imposible unas posibles segundas nupcias de ambos viudos. Pepa, que aún ama a León, le propone la salida romántica, huir lejos. Pero León, estorbado por la razón, se somete a la ley (esto es, a los derechos del legítimo marido de Pepa) y renuncia a su felicidad individual, marchándose solo al extranjero.
La novela es así el relato del fracaso humano del racionalista León: el de su intento sincero de formar una familia feliz pero sin renunciar a sus convicciones. León no logra superar el muro de la incomprensión erigido por los sentimientos religiosos de la sociedad de su tiempo, sentimientos alentados por una Iglesia fanática que no queda bien parada en la novela.

### Personajes principales
- María Egipcíaca Sudre, hija de los marqueses de Tellería, con fama de mojigata a pesar de su belleza espléndida e imaginación poderosa —en palabras de Casalduero—, es retratada así por su marido, León Roch, al final del capítulo catorce de la primera parte de la novela, capítulo titulado con sugerente sencillez «Marido y mujer»:

«¡Y qué hermosa estaba, qué hermosa! León sentía sobre sí el efecto irresistible de belleza tan acabada en rostro y figura, de aquellos ojos en que algo se veía semejante a la inmensidad turbada y resplandeciente del mar, cuando se mira al fondo para descubrir un objeto perdido. Separose de él María, y en pie delante de un espejo, alzó las manos para desarreglarse el cabello. Las guedejas negras cayeron sobre sus hombros, que no podían compararse propiamente al frío mármol, sino a la más hermosa carne humana, pues también hay carne de Paros, a eso que el misticismo llama barro y ha servido al divino artífice para tallar ciertas estatuas mortales que parece no necesitan de un alma para tener vida y hermosura.»
La familia de León Roch (primera parte, cap. XIV)

Influida por el ejemplo de su hermano Luis Gonzaga y bajo el influjo del padre Paoletti y del ambiente de hipocresía en materia religiosa en el que se desenvuelven las clases altas de la época, María no puede tolerar que su marido no se acomode a la mentalidad religiosa imperante.  Ante la negativa del marido a abandonar su ateísmo, ella le retira su amor y opta por la piedad y la búsqueda de su salvación individual. Cuando León le recrimina su abandono y la incomunicación producida entre ambos, y le pregunta si aún le ama, María le contesta:

«Desgraciado ateo, mi Dios me manda contestarte que no.»
La familia de León Roch (segunda parte, cap. VII)

- León Roch, «joven geólogo de mentalidad krausista, amplia cultura y gran rectitud moral»,[7] presentado por su creador como «un joven vestido de riguroso luto», prototipo físico y espiritual del quijote krausista (o el krausismo quijotesco), va a ser el conejillo de indias con el que Galdós fraguaría su segundo experimento literario en la última de sus «novelas de tesis». Como muchos protagonistas varones de la amplia galería galdosiana, sucumbe a los instintos y luego, arrepentido y asqueado de sí mismo, arremete sin piedad con el oscuro objeto de su deseo. Tal es su discurso en el capítulo tercero de la segunda parte de la novela, cuando, enfrentado a su mujer, María Egipcíaca, la increpa de esta manera:

«¿Qué has de ofrecer tú, si toda eres espinas, toda sequedad y dureza?  ¿Qué ofreces tú, sino una paz parecida a la de los sepulcros, la paz de una devoción embrutecedora, rutinaria, absurda? Si en ti no hay verdaderos sentimientos, sino afanes caprichosos, una terquedad horrible y un misticismo árido y quisquilloso que excluye el amor verdadero...»
La familia de León Roch (segunda parte, cap. III)

Y ella, tras una amarga discusión, concluirá contestándole así:

«Has de venir a pedirme perdón; te arrojarás a mis pies; me has de rogar con lágrimas y suspiros que te enseñe a rezar; te arrastrarás como yo delante de los altares llenos de polvo, sin cuidarte de que se te ensucien las manos; te vestirás de la manera más deslucida; vivirás como yo en perpetuos escrúpulos de conciencia; creerás que una sonrisa, una mirada, una idea fugitiva son pecados; querrás abandonar todos los bienes del mundo y te deleitarás con el culto constante, con el rezar sin fatiga, con el descuido de todo lo exterior, con despreciar el esmero del cuerpo, con la penitencia... Sí, tú te has de salvar; mis santos patronos no podrán menos de hacerme este favor; intercederán con Dios, y Dios te perdonará, te llamará a sí por mi conducto... ¡Oh!, ¡qué triunfo tan grande, qué victoria! (...) ¡Miserable ateo, te salvarás aunque no quieras!»
La familia de León Roch (segunda parte, cap. III)

- Pepa Fúcar, personaje que abre y cierra el triángulo amoroso. Es hija única del riquísimo marqués de Fúcar y amiga de León desde la niñez. Se casa con Federico Cimarra, agente de su padre y persona poco fiable. En Pepa Galdós crea un personaje altamente creíble[8] que el escritor hace evolucionar a lo largo de la novela, presentándola al principio como una joven caprichosa y derrochadora, para aparecer al final como una persona madura y estable, preocupada de su hija Monina, cuando se cree viuda. Necesita del cariño de León y la imposibilidad de obtenerlo le hace clamar:

«Ya sé que no tengo derecho á nada... que mi destino es dolor y abandono... siempre abandonada... Ya sé que no puedo quejarme, que no puedo pedir explicaciones, ni pedir nada, y que hasta el pensamiento amante me está prohibido.»
La familia de León Roch (tercera parte, cap. IX)

### Personajes secundarios
- Padre Paoletti, clérigo director espiritual de María y principal antagonista de León en la lucha ideológica, de la que sale glorioso vencedor, pese a la muerte de su dirigida. Su gran arma es la confesión, contra cuya «corruptela» protesta León:

«...y la corruptela de esto consiste en llevar la dirección espiritual por tortuosos caminos, con cátedra diaria, consultas asiduas y constante secreteo, sostenido de una parte por los escrúpulos de la candidez y de otra por la curiosidad imprudente de quien no tiene familia.»
La familia de León Roch (primera parte, cap. XIV)

El resultado en la novela es que «Paoletti dicta su conducta a María, le proporciona los argumentos con que rebatir las teorías de su marido hasta el momento en que, imposibilitada la vida conyugal, se separan los esposos; con esta instrumentalización de María, el padre Paoletti obtiene una victoria jubilosa sobre el ateísmo encarnado por León.»
- Luis Gonzaga Sudre es hermano gemelo de María Egipciaca. Novicio jesuita, famoso por su santidad, muere, agotado por su ascetismo, en la casa de los Roch. Estimula la inclinación de su hermana hacia el misticismo y refuerza la intolerancia de Paoletti contra el ateísmo de su marido:

«Conságrate á salvarte, María; haz de tu vida terrenal un escabel puro y simple para tu subida á los cielos; cultiva la vida interior, refuérzate con una devoción perenne, ármate de paciencia y corónate de sacrificios, porque tu situación es mala, careces de libertad, te hallas unida, por fatal error de tu juventud, á un hombre que hará esfuerzos colosales por apartarte de la única senda que lleva á la gloria eterna.»
La familia de León Roch (primera parte, cap. XX)

- La familia Tellería está compuesta por D. Agustín Luciano de Sudre, Marqués de Tellería, católico superficial e inconsecuente; su esposa Milagros y sus hijos Gustavo, abogado y político con pretensiones, los gemelos Luis Gonzaga y María Egipciaca ya descritos, y Polito (Leopoldo), descerebrado «sietemesino de los salones[10]». La familia está hundida económicamente pero no renuncia a las apariencias, que logra mantener gracias al apoyo financiero, constante y desinteresado, de León, pero que este interrumpe cuando su matrimonio fracasa. En esta familia, Galdós retrata hasta la caricatura la hipocresía y la irresponsabilidad de las clases altas y su pretendida honradez y religiosidad.

- La familia Fúcar la componen D. Pedro Fúcar, marqués de Casa-Fúcar, viudo, rico hasta lo inverosímil; su hija Pepa Fúcar, ya presentada, casada con Federico Cimarra, vividor y deshonesto; y Monina (Ramona), de dos o tres años, hija de ambos, a la que adora León que, como dice «Clarín», «llegó con el espíritu a la edad de ser padre, ve en Monina cifrada toda la felicidad que él soñó y no tiene; (...) además, hay en este cariño loco por la tierna criatura, un sofisma del corazón; amar lícitamente a la hija, viene a ser un modo delicado de amar a la madre.[11]». Federico aparentemente muere en un naufragio en el Caribe y Pepa se vuelve hacia León cuando se da cuenta del fracaso del matrimonio de éste. La unión entre ambos se estrecha tras una grave enfermedad de Monina, pero Federico reaparece provocando el final de la aproximación entre Pepa y León y, en consecuencia, la soledad desesperada de éste, que no ve camino por medios lícitos de lograr la felicidad anhelada.

## Lectores y críticos
- Leopoldo Alas «Clarín», más conocido por sus contemporáneos como crítico literario que como autor, hizo reseñas elogiosas de la primera y segunda parte de La familia de León Roch. Admira especialmente la técnica narrativa exhibida por Galdós:[12]

«Una delicadísima gradación de colores, un arte esquisisto en el esfumar, eran condiciones necesarias para salir con bien del empeño difícil a que su propio talento llevara al novelista. Aunque la obra aún no está terminada, y queda mucho por hacer, hasta ahora el acierto en este punto capital no ha faltado ni un momento. (...) ¡Qué delicado pincel! Mejor, y sin metáforas, ¡qué alma tan grande la que supo sentir, concebir y ejecutar estas ficciones tan profundas, tan tiernas, tan verdaderas para la verdad virtual de lo bello, que estremecen lo más noble del corazón humano!»
Leopoldo Alas «Clarín»

Y sobre las tensiones de conciencia del protagonista, añade:

«Galdós coloca en el espíritu de León todo el infierno de lucha que supone una pasión cierta, que se despedaza contra un deber no muy claro; no es aquel deber, determinado de tal modo, el que hace fuerza tan grande, por sí mismo, en la conciencia de León: es la conciencia del deber en general la que en él se resiste como inexpugnable fortaleza.»
Leopoldo Alas «Clarín»

- Entre los lectores contemporáneos de Galdós, interesa la opinión de otro novelista del periodo del realismo español, Juan Valera, que en una carta a Menéndez Pelayo desde Biarritz, a finales de agosto de 1879, dice:[14]

«La familia de León Roch me ha parecido inmensamente mejor de lo que yo me había figurado (...) El autor...(Galdós)... aunque apenas conoce la sociedad elegante que describe... y aunque imita a Dickens y a otros autores, lo hace como se debe, poniendo en lo imitado el sello propio, (...) Pero este mismo empeño de probar tesis, que engendra, a mi ver, no pocos defectos, es el fundamento de gran parte de la extraordinaria popularidad de Pérez Galdós. En él hay una calidad que da calor y brío e inspiración, que a mí me falta: el espíritu de partido. Mi benignidad hace que yo reprenda poco; yo tengo la manga ancha. Pérez Galdós es un Catón censorino. En nombre de su moral, absoluta y filosófica, echa terribles sermones a sus personajes. Por lo demás, yo creo que Pérez Galdós es un novelista de mérito.»
Juan Valera

El comentario —que leído atentamente dice más de Valera que de Galdós—, da una idea clara de la impresión que a los intelectuales de la nobleza nacional les debía producir «la extraordinaria popularidad» de don Benito.
- Por su parte Casalduero incluye esta obra en el grupo de novelas con las que Galdós se enfrenta al drama de las «dos Españas». Superada la resaca del éxito de Doña Perfecta y su denuncia de «la Intransigencia y el Fanatismo».[15] o en similar expresión de Ricardo Gullón, «del fanatismo y la hipocresía», La familia de León Roch, inscrita por los estudiosos en el grupo de las «novelas de tesis» del autor canario (o entre las «novelas de la intolerancia» en la clasificación de Gullón),[16]

- Uno de los lectores más autorizados que quizá tuvo La familia de León Roch fue Francisco Giner de los Ríos, reconocido paladín del krausismo en España.[17] Giner, hermano de filosofía del protagonista, publicó en El Pueblo Español, en diciembre de 1878, las impresiones que tras su lectura le había dejado la novela de Galdós. De ellas es el siguiente párrafo:

«La concepción de La familia de León Roch está toda ella subordinada a un fin moral: mostrar cómo en España la religión, el principio mismo del amor y concordia entre los hombres, se convierte hoy en potencia diabólica de perversidad y de odio; fenómeno, por lo demás, muy explicable y que debemos agradecer a nuestro largo hábito de intolerancia religiosa, con el indispensable cortejo de ignorancia, de superstición  y de falta de piedad natural y sincera con que nos ha enriquecido la lógica implacable. No hace mucho que una persona de lo más encumbrado de nuestra aristocracia se indignaba al saber que un monarca español pudo educarse en un colegio donde se hallaban alumnos de diversas comuniones, con los cuales habría tenido que alternar, estudiar y comer y hasta jugar Su Majestad...»
Francisco Giner de los Ríos. El Pueblo Español, 16 y 18-XII-1878